# Alla de gamla fina märkena
Alla de gamla fina märkena är en kuplett som Karl Gerhard skrev och framförde.
Texten handlar i första versen om när Karl Gerhard är på middag hos generalkonsuln "Chandoble" och andra versen handlar om Adolf Hitler och hans utrikespolitik. Tredje versen handlar om Gustaf V:s sommarsemestrar på Särö.